# طوسيه
طوسيه (التركية العثمانية: طوسيه) هي مدينة ومنطقة في محافظة كاستامونو في منطقة البحر الأسود في تركيا. وفقا لتعداد عام 2000، فإن عدد سكان حي هو 41.995. عن 30,000 يعيشون في بلدة طوسيه. منطقة تبلغ مساحتها 1186 كم2 (دقيقة 458 متر مربع)، وبلدة تقع على ارتفاع 1231 متر (4039 قدم). producesr حي ثلث إجمالي محصول الأرز في تركيا. الأخشاب صناعة IMPORTANTE آخر في طوسيه.

## أعلام
- قاضي عسكر مصطفى عزت
- علي بارداق أوغلي